# Port lotniczy Prużana
Port lotniczy Prużana – port lotniczy położony w Prużanie w obwodzie brzeskim. Używany jest przez Białoruskie Siły Powietrzne.